# Progress M-24M
La missione Progress M-24M del programma russo Progress, registrata dalla NASA come missione 56P, è una missione di rifornimento della Stazione spaziale internazionale completamente automatizzata, senza equipaggio a bordo.

## Lancio
Il lancio è stato effettuato il 23 luglio 2014 alle 21:44 UTC dal cosmodromo di Bajkonur, senza alcun tipo di intoppo.

## Attracco
La navicella è arrivata 6 ore dopo alla ISS, esattamente dopo 4 orbite, ed ha eseguito una perfetta manovra di aggancio automatico.

## Carico
Il peso totale al decollo era di 7280 chilogrammi, ma il carico trasportato è di 2322 chili, di cui 1324 chili di carico secco e il resto di rifornimenti di aria, acqua e propellente.
Il carico secco è costituito per lo più cibo, materiale medico e materiale scientifico, ma non mancano oggetti personali.

## Rientro
Al termine della missione cargo, la navicella è stata riempita con i rifiuti della stazione spaziale, si è staccata da essa il 27 ottobre, ed ha intrapreso altre due missioni di misurazione della ionosfera, una radio compiuta anche da molte missioni precedenti e una ottica, chiamata Otrazhenie, con l'ausilio di un laser terrestre. Dopo 3 settimane, ha iniziato una manovra di decadimento dell'orbita per distruggersi al contatto con l'atmosfera terrestre sopra l'oceano Pacifico.